# Uilke Jans Klaren
Uilke (Uiltje) Jans Klaren ook wel Vader Klaren genoemd (Tjalleberd, 21 maart 1852 - Bennekom, 30 maart 1947) was in Nederland in het bijzonder actief op het gebied van speeltuinen. Meerdere speeltuinen, met name in Amsterdam, kwamen door zijn initiatieven tot stand.

## Biografie
Klaren was de zoon van Jan Jans Klaren en Tjerkje Klazes Oord. In 1881 verhuisde hij vanuit Friesland naar Amsterdam om daar werk te vinden in de scheepsbouw. Hij was van 1896 tot 1903 bestuurslid van de Metaalbewerkersvereniging 'Verbetering Zij Ons Streven' en lid van de 'Commissie tot Weering van het Schoolverzuim'.
De woonomstandigheden in de arbeiderswijken waren dusdanig slecht dat kinderen langdurig op straat speelden. Er moesten daarom speeltuinen komen, die een veilig en gecontroleerd alternatief konden bieden. In 1898 richtte Klaren in Amsterdam de speeltuinbeweging op om kinderen in volkswijken een gelegenheid te bieden in speelplaatsen te kunnen spelen in plaats van op straat. Rond 1880 waren op initiatief van de gegoede burgerij al een aantal speeltuinen in Amsterdam opgericht (bijv. Openbare speeltuin nr. 2). Volgens Klaren hadden deze een neerbuigende houding ten opzichte van de kinderen van de arbeiders, en hadden hun ouders geen enkele inspraak in het bestuur van de speeltuin. Het vernieuwende van Klaren's initiatief was dat hij het bestuur en de activiteiten van de speeltuinvereniging geheel door de buurtbewoners zelf (als vrijwilligers) liet uitvoeren; een vereniging waarvan de ouders lid waren. Dit achtte hij de beste manier om de jeugd te verheffen en hen deel te laten nemen aan het verenigingsleven. De door Klaren opgerichte speeltuinbeweging beoogde een combinatie van een buurtvereniging en een speeltuinorganisatie.
Op 17 juni 1900 richtte Klaren de Oosterspeeltuinvereniging in de Czaar Peterstraat in Amsterdam op. Behalve over een speeltuin beschikte de vereniging over een clubhuis, waar allerlei activiteiten werden georganiseerd, zoals tekenen en voorlezen. De vereniging bood plaats aan aparte clubs voor toneel, muziek, gymnastiek, en voetbal. Men beperkte de activiteiten niet tot die voor de kleinere kinderen, maar ook voor de oudere jeugd en de volwassenen. De speeltuinvereniging groeide daarmee uit tot een ontspanningsvereniging voor de buurt en vormde een kweekplaats voor verschillende, later zelfstandige, sport- en muziekverenigingen. Vele andere speeltuinorganisaties (bijv. Speeltuinvereniging Ons Genoegen in Amsterdam) zijn nadien naar dit voorbeeld opgericht.
Het hele gezin Klaren was betrokken bij speeltuinwerk. Uilke jr., een van Klaren's zoons, was lange tijd als vrijwilliger actief in de Oosterspeeltuin, zijn zoon Tjerk zat in het bestuur van de in 1922 opgerichte Speeltuinvereniging Amsterdam-Zuid, en zijn zoon Willem was als bestuurslid zowel betrokken bij het oprichten van de eerste speeltuinvereniging in Haarlem (Speeltuinvereniging Het Oosterkwartier, opgericht in 1925) als bij de Haarlemse Bond van Speeltuinverenigingen en de Nederlandse Unie van Speeltuinorganisaties (NUSO, opgericht in 1932).
In de speeltuinbeweging wordt Klaren geëerd als 'Vader Klaren'. In 1930, bij gelegenheid van de dertigste verjaardag van de oprichting van de Oosterspeeltuinvereniging, ontving hij de zilveren eremedaille van de stad Amsterdam.